# Segon tractat romanocartaginès
Gràcies a Polibi se sap de l'existència d'un segon tractat romanocartaginès. En el primer tractat romanocartaginès de l'any 508/507 aC es van definir les esferes d'interessos de Roma i Cartago. En aquest tractat van quedar excloses les intervencions de Cartago al Laci. Tanmateix, en cas que això es produís, aleshores s'havia d'entregar la ciutat corresponent a Roma intacta. El segon tractat data de l'any 348 aC i la situació havia canviat fonamentalment. Roma havia causat i guanyat la lluita per l'hegemonia a la Itàlia central. A partir d'aquest moment, ja no li calia aprofitar-se d'altres potències pels conflictes. Per tant, semblava que el text del tractat beneficiava a Cartago. Roma pretenia que, des de llavors, les discussions no tractessin més de l'entrega intacta de les ciutats conquerides. Per tant, tot allò que no es trobava en la zona d'influència romana estava lliure de condicions per a la conquesta. Un cop Cartago s'hagués assegurat el botí, havia d'entregar una ciutat lliure del Laci a Roma i els presoners no podien ser venuts en la zona d'influència romana. Per tant, Cartago reivindicava, des d'aleshores, el nord de l'Àfrica, una part de Sicília i Sardenya com a zones d'influència restringides als romans. Sumant-hi la prohibició de circulació cap al sud de la península Ibèrica. I el comerç seria restringit pels romans a Itàlia, Sicília i Cartago.
En el primer tractat encara es procurava evitar causar-se danys mutus. Roma intentava usar Cartago pels seus propis interessos. En primer lloc, per a protegir-se i, en segon lloc, per obtenir més ciutats sense emprar les forces pròpies. Per això l'expressió que feu Livi, en què una ambaixada cartaginesa arribava a Roma "demanant amistat i cooperació", tendia a evitar-se.